# Fodbolddommer
En fodbolddommer er en dommer, der dømmer fodboldkampe ved at håndhæve Fodboldloven. Dette gøres ofte i samarbejde med to linjedommere og evt. en 4. dommer. På højeste internationale plan er desuden introduceret 5. og 6. dommere.

## Uddannelse
Man får ret til at fungere som fodbolddommer ved at bestå en dommereksamen, hvor aspiranter testes i kendskabet til Fodboldloven. I Danmark udbydes dommereksaminer af Dansk Boldspil-Union.
Nyuddannede dommere starter deres dommergerning i de laveste lokale ungdomsrækker, og kan herfra rykke op i seniorkategorien. Som seniordommer har man mulighed for videre avancement op gennem serierækkerne. Det højeste niveau man kan opnå som fodbolddommer i Danmark er en indplacering i Superligaen. De bedste fra denne kategori kan blive indstillet til kampe i Europa, og man rangerer således som FIFA-dommer. På nuværende tidspunkt råder Danmark over 6 mandlige FIFA-dommere og 10 FIFA-linjedommere. Herudover råder Danmark over 2 kvindelige FIFA-dommere og 3 kvindelige FIFA-linjedommere. Den højest indrangerede danske FIFA-dommer er Jakob Kehlet, som er indrangeret i FIFA-category 2. De 4 andre mandelige FIFA-dommere er alle i FIFA-category 3.

## Organisation
I Danmark er fodbolddommere organiseret i Dansk Fodbolddommer-Union, som dækker de regionale områder.
Dommere over hele Danmark er ligeledes medlemmer af fodbolddommerklubber i deres område.
De lokale dommerklubber står for påsætningen af dommere til titusindvis af lokale kampe hvert år. Der har i de senere år været en stigende mangel på dommere til at påtage sig dommergerningen i lokaluniorne, hvilket har medført mange dommerløse kampe.. Dansk Boldspil-Union har i de senere år iværksat mange initiativer til rekruttering af nye dommere, bl.a. det såkaldt "Projekt Anspirantjæger", der indtil videre har skaffet en del nye dommere til dommerklubberne .